# Muselliferidae
Muselliferidae zijn een familie van de buikharigen. 

## Taxonomie
De volgende taxa zijn bij de familie ingedeeld:
- Geslacht Diuronotus Todaro, Balsamo & Kristensen, 2005
- Geslacht Musellifer Hummon, 1969